# 塞姆·丘吉
塞姆·丘吉﹙Sam Church，1936年9月20日—2009年7月14日﹚是煤礦工人，1979年至1982年任美國聯合煤礦工會﹙United Mine Workers of America (UMWA)﹚的會長。
丘吉1936年生於西維吉尼亞州的 Matewan。1944年，他的家遷往維吉尼亞州。1956年，他在馬里蘭州巴爾的摩的製糖廠工作，並加入美國聯合屠宰業工會﹙ United Packinghouse Workers of America ﹚。他當選任各個本地工會職位。
1965年，丘吉做煤礦工人，是電工和技工。1873年，他在工會內冒升，當選任區28的美國聯合煤礦工會現場代表。 